# Tiger horse
Le Tiger horse est une race de chevaux d'allures et de couleur provenant des États-Unis. Il est caractérisé par sa couleur de robe tachetée et par son allure supplémentaire, nommée Indian Shuffle. 

## Histoire
Le nom de cette race de chevaux provient du mot espagnol Tigre, qui fait référence à tout grand félin portant une robe à motifs. Il s'agit avant tout d'un registre généalogique de chevaux. En 1932, un éleveur de l'Oregon nommé Claude Thompson créée un registre pour préserver des chevaux tachetés qu'il pense issus des peuples natifs Ni Mee Poo. Cependant, avec le temps, ces chevaux sont croisés avec d'autres races, ce qui fait disparaître leur allure caractéristique, l′Indian Shuffle.
Le registre de la race, initialement nommée Tigre, est créé en 1990. Cette race est développée à partir de 1992 dans un objectif sportif, combinant allures confortables et robe attractive. La Tiger Horse Association travaille en étroite collaboration avec les Ni Mee Poo et avec des généticiens, le Dr Gus Cothran et le Dr Phillip Sponenberg, ainsi qu'avec l'historien Dr Deb Bennet . Les croisements d'origine s'effectuent entre l'Appaloosa et différents chevaux d'allures, en privilégiant un type ibérique.
En 2005, l'association a 45 chevaux enregistrés.

## Description
Le Tiger Horse est à la fois un cheval d'allures et un cheval de couleur, de modèle léger. La taille peut aller de 1,32  à   1,62 m, mais la plupart des chevaux toisent 1,42  à   1,54 m.
Le profil de tête est convexe, avec de grand yeux, un front large et une encolure très arquée. Les crins peuvent être plus ou moins fins ou fournis.
Il existe deux types chez la race, le plus trapu dit « heavenly type », et le plus fin dit « royalty type », dont les épaules sont plus droites et les allures plus marquées. L'un des objectifs d'élevage est de retrouver le type de chevaux élevés sous la dynastie Tang, nommés « soulon ».
L'enregistrement d'un Tiger Horse est soumise à une analyse d'ADN, de manière à écarter les chevaux porteurs du gène du grisonnement et ceux porteurs de gènes de robes pie. La robe de base peut être de n'importe quelle couleur.
Les chevaux enregistrés doivent présenter une allure supplémentaire, nommée Indian Shuffle.

## Utilisations
Le Tiger Horse est un cheval de loisir, de tourisme équestre et de travail du bétail. Il est réputé être une bonne monture pour les personnes en situation de handicap avec limitations physiques.

## Diffusion de l'élevage
Ce cheval provient du Nord-Ouest des États-Unis. En 2007, l'association de la race est localisée à Santa Fe.
Sur environ 115 chevaux enregistrés en 2013, 20 sont de type « soulon ». Il naît de zéro à huit poulains par an. La race s'exporte un peu en dehors des États-Unis, car il en existe des spécimens en particulier au Canada, en Allemagne et en Nouvelle-Zélande.